# Charlotte de Huybert
Charlotte de Huybert (Amsterdam, ca. 1622 - waarschijnlijk Leiden, na 1644), was een Nederlandse dichteres die in haar poëzie opkwam voor vrouwenrechten.  

## Persoonlijk leven
Charlotte de Huybert werd in Amsterdam geboren, maar al een jaar na haar geboorte verhuisde het gezin naar Leiden. Ze bracht haar jeugd door in goedopgeleide kringen. Haar vader, de jurist Anthonie Jansz. de Huybert (1583-±1644) uit een oude Zierikzeese familie, ging om met beroemde Nederlandse schrijvers onder wie Vondel, Hooft en Huygens. Verder is weinig over De Huybert bekend. Ze ging in 1644 in ondertrouw met een Zeeuwse weduwnaar en verdween daarna uit het gezicht. Ze liet weinig bronnen achter, maar nog een eeuw later spraken andere (mannelijke) dichters vol lof over haar scherpe geest en dichterskwaliteiten.

## Gedichten
Er zijn maar weinig gedichten bewaard gebleven van De Huybert. In een gedicht van haar hand uit 1639 geeft ze kritiek op de rechtspositie van de vrouw, die zo beperkend is dat die de vrouw monddood en handelingsonbekwaam maakt. Ook breekt ze een lans voor vrouwen als hoofd van een land of staat. In 1643 nam Johan van Beverwijck dit gedicht op in de tweede druk van zijn Van de wtnementheyt des vrouwelicken geslachts en vermeldde haar als "een jonge juffrouw uit een oud Zeeuws geslacht die zeer aardig in haar dichten is"